# La Goma, Durango
La Goma är en ort i Mexiko.   Den ligger i kommunen Lerdo och delstaten Durango, i den centrala delen av landet, 800 km nordväst om huvudstaden Mexico City. La Goma ligger 1 159 meter över havet och antalet invånare är 1 522.
Terrängen runt La Goma är platt åt nordväst, men åt sydost är den kuperad. Runt La Goma är det ganska glesbefolkat, med 47 invånare per kvadratkilometer. Närmaste större samhälle är Ciudad Lerdo, 17,5 km öster om La Goma. Trakten runt La Goma består till största delen av jordbruksmark.